# Eishockey Club Lustenau
L'Eishockey Club Lustenau è una squadra di hockey su ghiaccio di Lustenau, nella regione austriaca del Vorarlberg. Il club cambiò nome nel 2000 in Gunz EHC Lustenau, tornò alla denominazione originaria cinque anni dopo. Vanta la vittoria di 8 titoli di Österreichische Eishockey-Nationalliga (il secondo livello del campionato austriaco) e di una Inter-National-League (di fatto la Lega erede della cadetteria austriaca, anche se con iscritte alcune compagini straniere). Attualmente è iscritta alla terza serie austriaca dopo il ritiro dalla Alps Hockey League.

## Palmarès

### Competizioni internazionali
- Inter-National-League: 1

2014-2015